# Оберст, Конор
Конор Маллен Оберст (англ. Conor Mullen Oberst; род. 15 февраля 1980, Омаха, Небраска, США) — американский музыкант и автор песен, больше всего известный как участник группы Bright Eyes. Также он играл в нескольких других группах, среди них Desaparecidos, Norman Bailer, Commander Venus, Park Ave., Conor Oberst and the Mystic Valley Band, Monsters of Folk и Better Oblivion Community Center. Кроме этого Оберст записывает и полностью сольные альбомы.

## Ранние годы
Родился и вырос Оберст в Омахе, штат Небраска, США. Его родителями являются Мэтью Оберст Старший (Matthew Oberst), менеджер финансовой компании Mutual of Omaha, и Нэнси Оберст, директор начальной школы. Конор рос вместе с двумя старшими братьями: Джастином Оберстом (Justin Oberst), юрист, и с  Мэтью Оберстом Младшим, учитель, музыкант и участник группы Sorry About Dresden. Мать Оберста утверждает, что маленький Конор начал стучать по пианино в возрасте двух лет. Кроме брата Мэтта, отец Оберста также был музыкантом, который играл в молодости в различных группах, специализирующихся на кавер-версиях. И вместе они начали учить Конора играть на гитаре, когда тому было 10 лет. К тому времени, когда он знал только два аккорда, он уже писал песни.

## Музыкальная карьера
Оберст начал свою карьеру в возрасте 13 лет во время учебы в St. Pius X/ St. Leo School. Он пел в церковном хоре и в музыкальных школьных группах. Одним вечером в 1992 Тед Стивенс (Mayday и Cursive) пригласил Оберста сыграть на сцене. Билл Хувер (Bill Hoover), бывший среди слушателей, пригласил Оберста ещё раз сыграть через пару недель. В тот короткий промежуток времени Оберст написал достаточно песен для полноценного выступления, тем самым утвердившись как музыкант. Вскоре после этого Конор начал записывать свои наработки на кассету в родительском подвале с помощью родительского же четырехполосного магнитофона и акустической гитары.
В середине 1993 Оберст представил свой дебютный альбом Water. Запись распространялась на кассете и финансировалась из кармана брата Джастина при помощи того, что они назвали Lumberjack Records. Потом этот лейбл вырос в Saddle Creek Records.
Вскоре после двух сольных записей в середине 1995 Оберст начал играть с четырьмя товарищами в Commander Venus.
За альбомом Here's to Special Treatment к 1996 подоспел The Soundtrack to My Movie, запись распространялась на кассетах с помощью маленького лейбла Sing Eunuchs!. Приблизительно в это же время Биллом Хувером и Конором Оберстом был записан  split (альбом или EP, на котором есть записи двух и более различных исполнителей) Kill the Monster Before It Eats Baby.

### Norman Bailer (The Faint)
В 1994 Оберст вместе с Джоел Питерсон (Joel Petersen), Тоддом Финком (Todd Fink) и Кларком Бойлером (Clark Baechle) основал группу Norman Bailer, позже переименованную в The Faint. Через несколько дней Оберст сообщил другим участникам группы, что они будут выступать через две недели на Kilgore's. Несмотря на то, что группа раньше никогда не играла вместе, они решили довести до ума девять песен и сыграть их. Эти песни были ориентированы больше на светлое звучание, чем на популярный в тот момент агрессивный рок.

### Commander Venus
Оберст основал в 1994 группу Commander Venus вместе с Тимом Кэшером (Tim Kasher), Тоддом Бойлером (Todd Baechle), Бенном Армстронгом (Ben Armstrong) и Роббом Нэнселом (Robb Nansel). Позже Кэшер ушёл в Cursive, Бойлер стал вокалистом The Faint, а Нэнсел стал соучредителем Saddle Creek Records. Группа напоминала The Pixies и Sunny Day Real Estate. Они записали два альбома: Do You Feel at Home? (1995) и The Uneventful Vacation (1997). В последнем многие люди рассмотрели признаки стиля Эмо. Кэшер покинул группу в тот момент, когда они собирались засесть в студии для записи второго альбома, и был заменен на Тодда Бойлера. В 1998, когда на группу стали обращать внимание, она распалась.

### The Magnetas
The Magnetas просуществовала недолго. Только один 1996 год. Кроме Оберста, группа состояла из Тодда  Финка (The Faint) и Криса Хаеса (Chris Hughes группа Beep Beep). Они записали только три песни, одна из которых ("Anex Anex") была опубликована на  сборнике Parts лейбла Ghostmeat Records.

### Park Ave.
В январе 1996 Оберст сел за барабаны в группе Park Ave. за спинами Бойлера, Джина Бернарда (Jenn Bernard), Нелли Дженкинс (Neely Jenkins, в данный момент в группе Tilly and the Wall) и  Джема Вильямса (Jamie Williams, также в Tilly and the Wall). Кроме Конора и Кларка, которые были подростками, все остальные участники были студенческого возраста. Группа отыграла приблизительно концертов 10 – 15 и записала горсточку песен, некоторые из которых продюсировал Майк Моджис (Mike Mogis), который ещё поработает вместе с Оберстом. Группа развалилась в 1998, когда Вильямс, вокалист и основной автор песен, переехал в Лондон. В 1999 Urinine Records переиздала их единственный альбом When Jamie Went to London...We Broke Up, который был впоследствии ещё раз выпущен на лейбле Team Love.

### Bright Eyes
Подробнее о Bright Eyes здесь Выступления Оберста в составе Bright Eyes выключают сет на The Tonight Show with Jay Leno, где он представил «When the President Talks to God» в мае 2005. В песне отчётливо читался политический подтекст. Также Оберст появился на The Late Show with David Letterman, где он представил «Trees Get Wheeled Away», на The Late Late Show with Craig Ferguson, где была исполнена «Road to Joy» (которая включает жёсткую инструментальную основу и интервью Оберста, предвещающее два новых альбома группы: Digital Ash in a Digital Urn, и I’m Wide Awake, It’s Morning).
Кроме этих представлений Оберст сделал ещё несколько политических заявлений в составе Bright Eyes на пару с другим участником группы Майком Моджисом. Долгие распри с Clear Channel привели к тому, что Оберст отменил в сентябре 2005 концерт в The Pageant в Сент-Луисе, который спонсировал медиа — гигант. До президентских выборов 2004 года он включил Bright Eyes в тур «Vote for Change» вместе с Брюсом Спрингстином и R.E.M..
Наиболее успешный с коммерческой точки зрения альбом Cassadaga вышел в апреле 2007 года и был хорошо встречен критиками.

### Desaparecidos
Оберст был вокалистом и гитаристом группы Desaparecidos. Тексты и звучание группы очень сильно отличались от Bright Eyes, у них больше общего с панк - роком, чем с привычным для Оберста фолк - роком, инди.  Тексты имели социальную направленность и критиковали деятельность американского правительства, стиль провинциальной жизни, что было полной противоположностью самокопательным текстам Bright Eyes.

### Conor Oberst and the Mystic Valley Band
В ноябре 2007 года было сообщено, что Оберст будет работать над сольной записью вместе с Джеком Беллоусом (Jake Bellows), и что он и М. Вард (M. Ward) создадут группу и отыграют два концерта в конце декабря в Миннеаполисе, Миннесота. Но все случилось не так, как было обещано. Концерт не был сыгран вместе с Вардом. Вместе него были Ник Фрейтас (Nik Freitas) и Джасон Бозел (Jason Boesel). Они также выступали в феврале в Мехико.
31 марта 2008 было сообщено, что Оберст сыграет на фестивале Reading and Leeds. Кроме этого он выступил на Electric Picnic Ирландия 31 августа 2008, Austin City Limits в конце сентября 2008, были концерты по Австралии в начале октября 2008 и в Warfield Theater Сан-Франциско 24 октября 2008. Также Оберст был хедлайнером на фестивале The End of the Road, проходившем в Larmer Tree Gardens Англия.
5 августа 2008 года вышел сольный альбом Conor Oberst, записанный в Мексике на лейбле Merge Records.
В середине октября группа выпустила новый EP Gentleman's Pact. Всего было произведено 1000 копий, и их можно было купить только во время тура. Группа установила предел тому, сколько может быть их продано на концерте. EP содержал четыре неизданных трека. Три из них были предвестниками нового альбома, а Corina, Corina – кавер-версия традиционной фолк-песни.
Конор с компанией не так давно записали с дюжину новых песен и теперь планируют выпустить второй альбом Outer South. Это должно случиться 5 мая на Merge Records.

## Написание песен
Оберст известен разноплановостью своих работ  и заслужил сравнение с Бобом Диланом и другими схожими артистами. Он предпочитает изъясняться четко, прямо, законченно и постоянно сочинять тексты, чем повторять иносказания и записывать их, чувствуя, что песни никогда не будут завершенными.
Оберст пишет стихи и много маленьких рассказов в добавлении к песням, но они никогда не публикуются отдельно из-за нехватки уверенности в собственных силах. Оберст нашёл себя в написании песен и остается верным этому делу, не распыляясь на побочное. Также он был назван лучшим автором песен в 2008 году по версии журнала Rolling Stone.

## Saddle Creek и Team Love
Оберст является одним из соучредителей независимого инди-лейбла Saddle Creek Records, под крылом которого находятся такие группы, как Cursive, Desaparecidos, The Faint (покинули лейбл, чтобы основать собственный -  Blank.wav), Rilo Kiley (покинули лейбл, чтобы основать собственный -  Brute/Beaute Records), Bright Eyes, Two Gallants, Son Ambulance, Azure Ray, The Good Life, Sorry About Dresden.
Оберст основал лейбл Team Love, чтобы «заниматься различными или мелкими вещами, которые не могут воплощаться одновременно» ("do different things, or smaller things, that we couldn’t't get everyone to be into at the same time") на Saddle Creek. Сюда входят Tilly and the Wall, и сольный альбом Лени Левис (Jenny Lewis) - The Watson Twins.

## Влияние
Оберст приобщился к музыке весьма рано, когда старший брат болел The Cure и знакомил того с данной группой. В качестве примера он привел коллекцию синглов Standing on a Beach как первую, которую он купил. Эта вещь до сих остается одной из самых любимых. «Я был в третьем классе… Я купил кассету в сети медиа магазинов, называемую Homer's в Омахе. Мне просто понравился голос Роберта Смита. Он просто хорошо звучал» ("It must have been third grade...I bought the cassette at a local record store chain called Homer's in Omaha. I just loved the sound of Robert Smith's voice. It just sounded good.").
Самое большое влияние на Конора оказали местные музыканты Дэвид Дондеро (David Dondero) и Симон Джорнер (Simon Joyner). Джорнер написал песню "Burn Rubber", которую впоследствии Bright Eyes перепели на сингле "Take It Easy (Love Nothing)". Было проведено два совместных мини-тура.
Большое влияние оказало возрождение фолка в 60-х годах, в частности, Нил Янг, Леонард Коэн и кантри-исполнители Эммилу Харрис и Таунс Ван Зандт. С Bright Eyes он записал кавер-версию песни Янга "Out on the Weekend", а Харрис спела в нескольких песнях на их альбоме I'm Wide Awake, It's Morning.

## Активистская деятельность
Раньше Оберст был веганом (теперь он только следует пескетарианству). Является членом организации PETA. 1 января 2008 Оберст участвовал в предвыборной президентской гонке 2008 года в поддержку Обамы в Омахе. А 7 февраля Bright Eyes сыграли в поддержку того же кандидата в Омахе.

## Дискография

### Сольные работы
| Название                             | Год  | Лейбл                | Формат    |
| ------------------------------------ | ---- | -------------------- | --------- |
| Water                                | 1993 | Saddle Creek Records | кассета   |
| Here's to Special Treatment          | 1994 | Sing, Eunuchs!       | кассета   |
| The Soundtrack to My Movie           | 1996 | Sing, Eunuchs!       | кассета   |
| Kill the Monster Before It Eats Baby | 1996 | Sing, Eunuchs!       | 7"        |
| Conor Oberst                         | 2008 | Merge Records        | CD, винил |
| Gentleman's Pact                     | 2008 | без поддержки лейбла | CD, винил |
| Outer South                          | 2009 | Merge Records        | CD, винил |

### Совместные работы
- Criteria - En Garde (2003)
- Cursive - The Ugly Organ (2003)
- Mayday - Old Blood (2002)
- Son, Ambulance - Key (2004)
- Jenny Lewis and The Watson Twins - Handle With Care (2005)
- Dntel - Breakfast in Bed
- Melon Galia - N'en Parlons Plus
- The Faint - Dust
- Maria Taylor - 11:11 (2005) и Lynn Teeter Flower (2007)

### Интервью
- New York Magazine: Bright Eyes' Conor Oberst Finds Inspiration in New York (01.07.05)
- NPR: A Chat with Conor Oberst of Bright Eyes (01.14.05)
- Huffington Post: Conor Oberst on Politics, The Presidency, and Purple States (06.26.08)